# Pássaro de Sacara

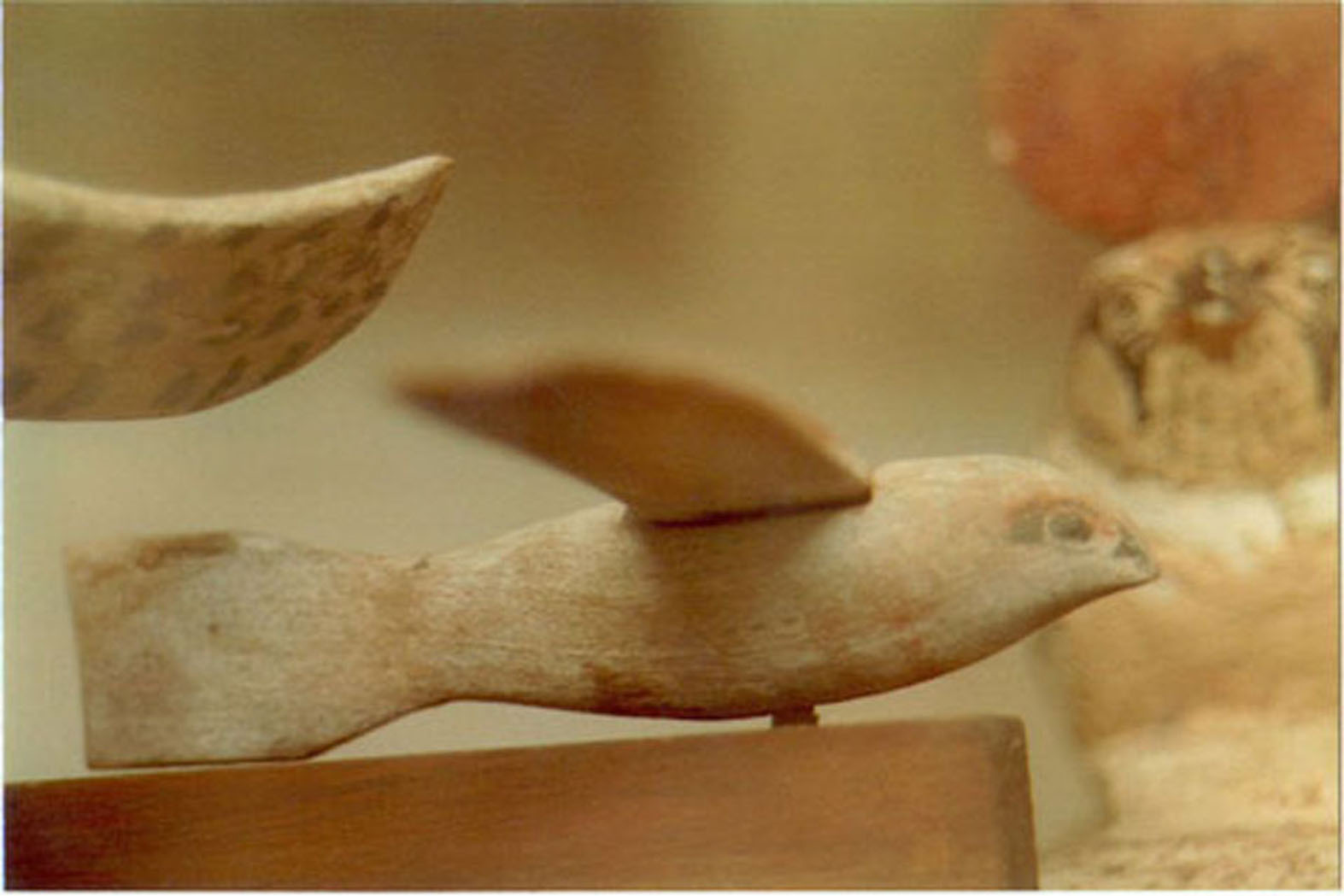
O pássaro de Sacara

Pássaro Sacara é um artefato em forma de pássaro feito de madeira de plátano, descoberto durante a escavação de 1898 do túmulo de Pa-di-Imen em Sacara, Egito. Foi datado de aproximadamente 200 a.C. e está agora abrigado no Museu de Antiguidades Egípcias no Cairo. O pássaro de Sacara tem uma envergadura de 180 mm e pesa 39,12 g. Sua finalidade não é compreendida por conta da falta de documentação do período.

## Interpretação tradicional

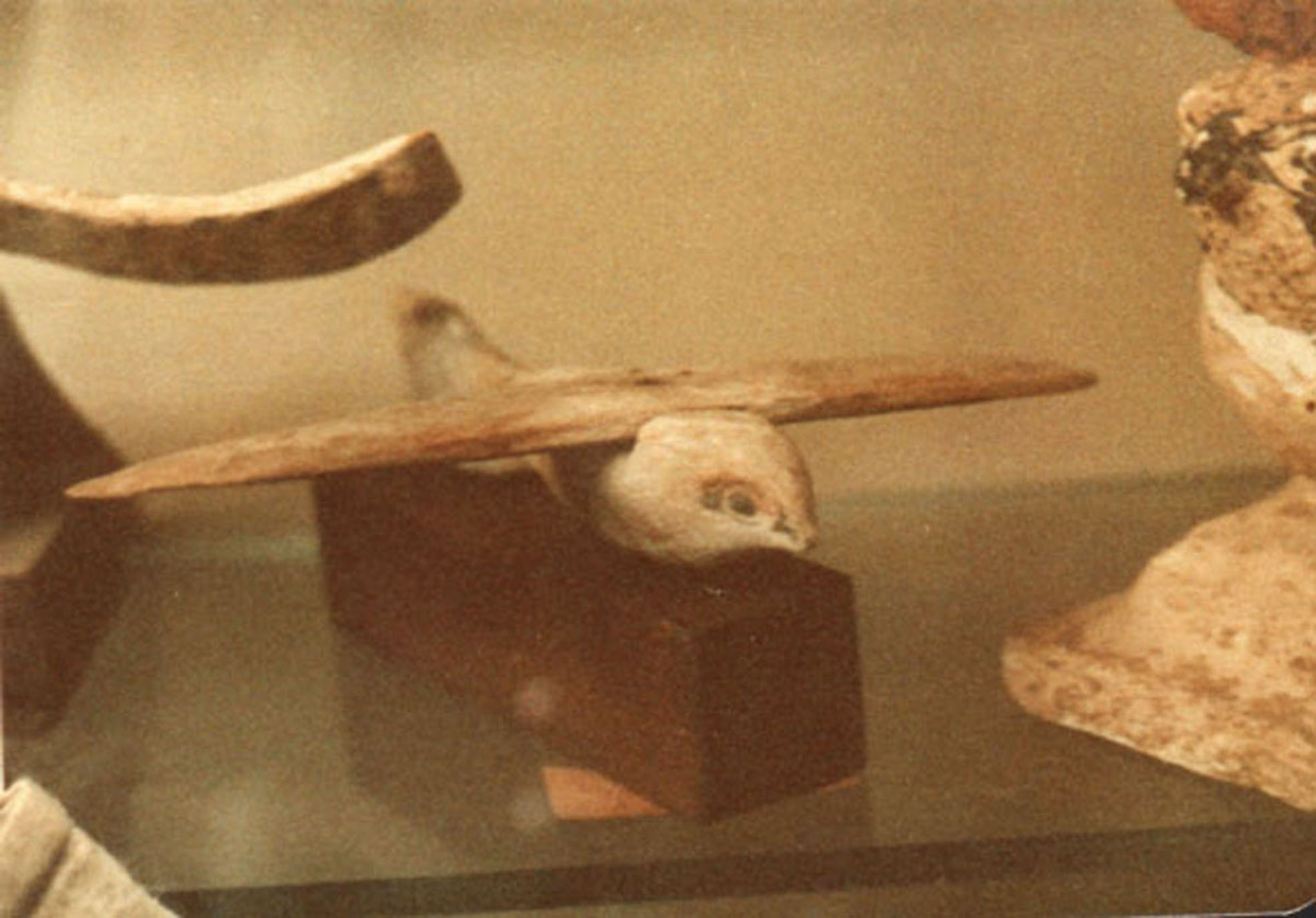
Vista frontal do objeto.

Alguns acham que o pássaro Sacara pode ser um objeto cerimonial porque o falcão, o pássaro pelo qual o pássaro de Sacara foi modelado, é a forma mais comumente usada para representar vários dos deuses mais importantes da mitologia egípcia, mais notavelmente a divindade do falcão, Hórus, e a divindade do sol, Rá. Outros dizem que pode ter sido um brinquedo para uma criança da elite ou que poderia ter funcionado como um cata-vento. Alguns também especularam que pode ter sido usado como uma espécie de bumerangue, já que essa tecnologia era comum e bem conhecida no Egito Antigo, na forma de um bastão de arremesso usado para caçar aves aquáticas. Mas a hipótese mais provável é que esta ave ficava posicionada no mastro dos barcos sagrados usados durante o Festival de Opet. Relevos mostrando esses barcos são encontrados no templo de Quespisiquis, em Carnaque, e datam do Império Novo.

## Interpretação marginal
Alguns sugeriram que a ave de Sacara pode representar evidência de que o conhecimento dos princípios da aviação já existia muitos séculos antes do que se acreditava. O médico, arqueólogo e parapsicólogo egípcio Khalil Messiha especula que os antigos egípcios desenvolveram a primeira aeronave. Apesar dessas alegações, no entanto, nenhum antigo avião egípcio jamais foi encontrado e nenhuma outra evidência sugere sua existência. Como resultado, a teoria de que o pássaro de Sacara é um modelo de uma máquina voadora não é aceita pelos egiptólogos tradicionais. Richard P. Hallion observa que o objeto é "muito pesado e instável para voar".
Pesquisadores do Instituto de Tecnologia Aeroespacial de Bremen realizaram uma simulação CFD (Dinâmica dos Fluidos Computacional) do artefato com base em uma digitalização 3D em 2023. Os resultados mostraram que o artefato possui uma baixa razão máxima de planeio e, portanto, suas propriedades de voo planado não são suficientes. O centro de massa do artefato também está localizado na borda de fuga da asa, ficando assim atrás do ponto neutro. Por isso, ele é instável em relação ao movimento de arfagem. Além disso, o artefato apresenta uma distribuição assimétrica de sustentação ao longo da envergadura da asa, o que faria com que ele rolasse de forma incontrolável. Os resultados não corroboram a sugestão de que o Pássaro de Saqqara demonstra conhecimento antigo de aerodinâmica.